# Claus Frandsen Tønder
Claus Frandsen Tønder (23. juli 1737 – 17. marts 1819 i Drammen) var en dansk-norsk søofficer.
Han var søn af kaptajn Frantz Wilhelm Tønder (død 1738) og endte sin karriere som kontreadmiral.
17. oktober 1772 ægtede han Cricelle Karen Sofie Mogensen.